# Franz Schubert: Piano Sonatas D 959 & D 960
Franz Schubert: Piano Sonatas D 959 & D 960 – album solowy polskiego pianisty Krystiana Zimermana z wykonaniem późnych sonat fortepianowych (A-dur nr 20 D 959 oraz B-dur nr 21 D 960) austriackiego kompozytora Franza Schuberta, wydany 8 września 2017 przez niemiecką wytwórnię fonograficzną Deutsche Grammophon (nr kat. 0289 479 7588 5). Płyta zdobyła nagrodę Fryderyk 2018 w kategorii Najlepszy Album Polski Za Granicą.

## Lista utworów

### Piano Sonata No. 20 in A major, D. 959
- 1. I. Allegro (A major) 14:13
- 2. II. Andantino (F♯ minor) 07:36
- 3. III. Scherzo. Allegro vivace (A major) 04:51
- 4. IV. Rondo. Allegretto (A major) 12:12

### Piano Sonata No. 21 in B-flat major, D. 960
- 5. I. Molto moderato (B♭ major) 20:14
- 6. II. Andante sostenuto (C♯ minor) 10:32
- 7. III. [Scherzo] Allegro vivace con delicatezza (B♭ major) 04:09
- 8. IV. Allegro ma non troppo (B♭ major) 08:14

## Cytaty
- Krystian Zimerman o idei płyty:

Czułem przed tymi sonatami wielki respekt, podobnie jak przed sonatami Beethovena. Ale w przypadku Schuberta dochodziło jeszcze uczucie nieprawdopodobnej tremy. Przy okazji sześćdziesiątych urodzin uświadomiłem sobie, że nadszedł czas, aby znaleźć w sobie wystarczająco dużo odwagi i wreszcie nagrać te dzieła. Nie chciałem patrzeć na te sonaty głównie przez pryzmat historii o muzyce napisanej przez człowieka, któremu zaglądało w oczy widmo nieuchronnej śmierci. Tak, Schubert był chory, ale podczas pisania tych, jak się okazało, ostatnich sonat, był w niezłej formie i wciąż towarzyszyło mu cudowne poczucie humoru. Jestem pewien, że z nadzieją patrzył w przyszłość. Sonata A-dur brzmi przecież tak bardzo nowocześnie. To dzieło jest świadectwem jego ówczesnego stanu ducha, podobnie jak Sonata B-dur.